# 安吉丽·莫辛德拉
安吉丽·莫辛德拉（英語：Anjli Mohindra；1990年2月20日—）是一位英国女演员。生於倫敦，在諾丁漢郡西布里奇福德成長，父母來自印度旁遮普邦。她在《莎拉·简大冒险》中饰演莱妮·钱德拉、在BBC剧集《贴身保镖》中饰演 Nadia 以及在ITV连续剧《黑暗之心》中饰演 Josie Chancellor。 2018年，她在马克·加蒂斯撰写的原创鬼故事《死亡之屋》中与西蒙·卡洛演对手戏，饰演Tara Lohia。 2021年，她在BBC电视剧《不眠》中饰演军医中尉蒂芙尼·多切蒂。

## 外部連結
- Anjli Mohindra在互联网电影资料库（IMDb）上的資料（英文）